# Eupithecia mediopuncta
Eupithecia mediopuncta là một loài bướm đêm trong họ Geometridae.